# Nortozumia rufofemorata
Nortozumia rufofemorata är en stekelart som först beskrevs av Cameron 1903.  Nortozumia rufofemorata ingår i släktet Nortozumia och familjen Eumenidae. Utöver nominatformen finns också underarten N. r. peninsularis.